# 高橋美穂 (アナウンサー)
高橋 美穂（たかはし みほ、1987年 - ）は元新潟テレビ21（UX）のアナウンサー。北海道紋別郡湧別町出身。

## 略歴
筑波大学社会学類卒業。学生時代は、筑波放送協会（THK）の会長を務め、BS朝日『News Access』に女子大生キャスターとして出演したことがある。
2010年4月に新潟テレビ21入社。入社と同時に『まるどりっ!』にレギュラー出演し始めた他、地上デジタル放送推進大使も務めた。
2013年6月28日、『スーパーJにいがた』出演をもって新潟テレビ21を退社した。退社後は2014年5月10日にデッキィ401で行われた『殺処分ゼロを目指して! 「君ならできる」オリジナルTシャツ・チャリティー限定販売会』にボランティアで参加したことが確認されている。

## 担当番組
- まるどりっ!
- レクスタ発昼どきキンコンカン
- スーパーJにいがた
- UXニュース
- ナマ＋トク　(2017年4月～　サブＭＣ)